# Aleksandra Diemidowa
Aleksandra Iwanowna Diemidowa (ros. Алекса́ндра Ива́новна Деми́дова, ur. 19 listopada 1916 we wsi Staroje Utkino w obwodzie smoleńskim, zm. 2003) – radziecka działaczka partyjna i państwowa.

## Życiorys
Skończyła 7 klas szkoły średniej, potem uczyła się w technikum rolniczym w Kałudze, po ukończeniu którego pracowała w gospodarce rolnej, od 1944 należała do WKP(b), 1951 została przewodniczącą kołchozu. W 1951 została II sekretarzem Dzierżyńskiego Komitetu Rejonowego WKP(b), a w lipcu 1952 I sekretarzem Lew-Tołstojskiego Komitetu Rejonowego WKP(b)/KPZR, 1955–1958 studiowała w Wyższej Szkole Partyjnej przy KC KPZR, 1958–1961 pracowała w biurze Komitetu Obwodowego KPZR w Kałudze. Od września 1961 do grudnia 1962 była sekretarzem Komitetu Obwodowego KPZR w Kałudze, od grudnia 1962 do grudnia 1964 przewodniczącą Komitetu Wykonawczego Kałuskiej Wiejskiej Rady Obwodowej, a od grudnia 1964 do 1979 przewodniczącą Komitetu Wykonawczego Kałuskiej Rady Obwodowej.

## Odznaczenia
- Order Lenina
- Order Rewolucji Październikowej
- Order Czerwonego Sztandaru Pracy (trzykrotnie)
- Medal jubileuszowy „W upamiętnieniu 100-lecia urodzin Władimira Iljicza Lenina”

I inne.